# Àstrid Bergès-Frisbey
Àstrid Bergès-Frisbey (sinh ngày 26 tháng 5 năm 1986) là một diễn viên người Pháp gốc Tây Ban Nha. Cô được biết đến trong vai diễn Suzanne của bộ phim The Sea Wall và nàng người cá Syrena trong phim Pirates of the Caribbean: On Stranger Tides.

## Cuộc đời và sự nghiệp
Àstrid Bergès-Frisbey có bố là người Tây Ban Nha, còn mẹ cô là người Pháp gốc Mỹ. Gia đình cô chuyển đến Paris khi cô năm tuổi. Cô có thể nói tiếng Pháp, Catalan, Tây Ban Nha. Cô lần đầu diễn xuất vào năm 2007 trên kênh truyền hình Pháp và từ đó đã xuất hiện nhiều ở các bộ phim cùng với Isabelle Huppert, Vincent Perez, và Daniel Auteuil. Năm 2008, Àstrid Bergès-Frisbey ra mắt khán giả với bộ phim The Sea Wall. Cô bắt đầu làm người mẫu vào năm 2010 trong chiến dịch "Chanel Spring" của Pháp.
Àstrid Bergès-Frisbey xuất hiện lần đầu ở bộ phim tiếng Anh được mong chờ nhất năm 2011, Pirates of the Caribbean 4 trong vai Nàng tiên cá Syrena. Sau cuộc thử giọng ở Pháp, Hollywood và Anh, cô đã phải học tiếng Anh trong vai diễn này. Lúc quay phim này ở Hawaii, cô hạn chế đi ra ngoài vào ban ngày để da nhạt.

## Các bộ phim đã tham gia
| Năm  | Tên                                         | Vai diễn              | Ghi chú                                         |
| ---- | ------------------------------------------- | --------------------- | ----------------------------------------------- |
| 2007 | Sur le fil                                  | Marie Sertissian      | TV series; 3 episodes                           |
| 2007 | Divine Émilie                               | Marquise de Boufflers | phim truyền hình                                |
| 2008 | Elles et moi                                | Young Isabel          | TV mini-series                                  |
| 2008 | The Sea Wall                                | Suzanne               | Also được gọi là Un barrage contre le Pacifique |
| 2009 | La première étoile                          | Juliette              |                                                 |
| 2009 | La reine morte                              | The infanta           | phim truyền hình                                |
| 2010 | Bruc. El desafío                            | Gloria                |                                                 |
| 2011 | La fille du puisatier                       | Patricia Amoretti     |                                                 |
| 2011 | Pirates of the Caribbean: On Stranger Tides | Syrena                |                                                 |
| 2011 | El Sexo de los Ángeles                      | Carla                 | Post-production                                 |
| 2013 | Juliette                                    | Juliette Karsenty     |                                                 |
| 2014 | I Origins                                   | Sofi                  |                                                 |
| 2015 | Alaska                                      | Nadine                |                                                 |
| 2016 | King Arthur: Legends of the Sword           | The Mage              |                                                 |